# Mama, You Been On My Mind
«Mama, You Been on My Mind» es una canción del músico estadounidense Bob Dylan. Compuesta en 1964 durante un viaje a Europa, la canción trata sobre su ruptura con su novia, Suze Rotolo. Dylan grabó la canción en junio de 1964 durante una sesión para el álbum de estudio Another Side of Bob Dylan. Sin embargo, el tema no fue incluido en el disco y la versión de estudio permaneció inédita hasta el lanzamiento en 1991 del recopilatorio The Bootleg Series Volumes 1–3 (Rare & Unreleased) 1961–1991. En total, entre la década de 1990 y la siguiente, cuatro versiones distintas de «Mama, You Been on My Mind» fueron publicadas en discos de The Bootleg Series, incluyendo dos versiones en directo con Joan Báez en 1964 y 1975.
«Mama, You Been on My Mind» ha sido versionado por artistas como Jeff Buckley, Judy Collins, Ricky Nelson, Johnny Cash, George Harrison, Linda Ronstadt y Rod Stewart en su álbum de 1972 Never a Dull Moment. 

## Composición
Tras completar una gira de conciertos en Inglaterra a mediados de mayo de 1964, Dylan viajó de vacaciones a Francia, Alemania y Grecia. Durante su visita al último país, escribió varias canciones para su siguiente álbum, Another Side of Bob Dylan, incluyendo «Mama, You Been on My Mind».
A su regreso a los Estados Unidos, el músico entró en los Columbia Studios el 9 de junio de 1964, y en una sola noche grabó catorce canciones, incluyendo una toma de «Mama, You Been on My Mind». Sin embargo, cuando el álbum fue publicado dos meses después, la canción no fue incluida. Después de circular en discos pirata durante varios años, la toma descartada de «Mama, You Been on My Mind» fue oficialmente publicada por Columbia en 1991 en el recopilatorio The Bootleg Series Volumes 1–3 (Rare & Unreleased) 1961–1991.

## Letra
Dylan escribió dos borradores de «Mama, You Been on My Mind» en papeles con el membrete de The May Fair Hotel, en el que el músico se alojó durante su estancia en Londres. Según el biógrafo Clinton Heylin, fue una de las tres canciones que compuso durante su visita a Europa que estaban dirigidas a la ruptura con su novia Suze Rotolo, la cual tuvo lugar a mediados de 1964.
El crítico Oliver Trager la definió como «una canción de amor directa sobre la separación y el anhelo» con una «magnífica melodía y una letra casi de encantamiento». Cada una de las estrofas de la canción, a excepción de la última, termina con el título o variaciones parecidas:

«I don't mean trouble, please don't put me down or get upset
I am not pleadin' or sayin', "I can’t forget"
I do not walk the floor bowed down an' bent, but yet
Mama, you been on my mind

Howard Sounes, biógrafo de Dylan, consideró la canción «una de las mejores canciones de amor escritas por él». Sounes también dijo que  mientras Dylan se responsabilizaba de «liar« su relación con Rotolo, en la canción «podía expresarse con delicadeza y madurez».

## En directo
Unas semanas después de la sesión de Another Side of Bob Dylan, Dylan grabó «Mama, You Been on My Mind» como demo para su editorial, Witmark Music. La demo, que se filtró en discos pirata, fue finalmente publicada oficialmente en 2010 en el álbum The Bootleg Series Vol. 9: The Witmark Demos: 1962–1964
La primera interpretación en directo de «Mama, You Been on My Mind» fue en un concierto de Joan Báez en el estadio de tenis de Forest Hills en Queens (Nueva York) el 8 de agosto de 1964. Dylan interpretó la canción a dúo con Báez unos meses después, el 31 de octubre, en su debut en solitario en el Philharmonic Hall de Nueva York, esta vez con Báez como invitada. Una grabación del concierto fue publicada en el álbum de 2004 The Bootleg Series Vol. 6: Bob Dylan Live 1964, Concert at Philharmonic Hall.
«Mama, You Been on My Mind» fue también interpretada a dúo entre Dylan y Báez en la gira Rolling Thunder Revue entre 1975 y 1976. Una grabación en directo de la gira aparece en el recopilatorio de 2002 The Bootleg Series Vol. 5: Bob Dylan Live 1975, The Rolling Thunder Revue. En la década de 1990, Dylan volvió a interpretar la canción en algunos conciertos de su gira Never Ending Tour. Desde 1964, el músico ha tocado «Mama, You Been on My Mind» más de 200 veces.

## Versiones
«Mama, You Been on My Mind» ha sido grabada por numerosos artistas desde mediados de la década de 1960, incluyendo Jeff Buckley, Johnny Cash, Dion & the Belmonts, Steve Gibbons, Flatt & Scruggs, George Harrison, Steve Howe, The Kingston Trio, Mylon LeFevre, Peter Mulvey, Ricky Nelson, Shlomi Shaban, Rod Stewart y We Are Augustines.
El título alternativo de «Mama, You've Been on My Mind» ha sido utilizado más a menudo que el original. Además, varias cantantes han reemplazado en sus versiones el término «Mama» por «Daddy», incluyendo Joan Báez, que introdujo el cambio al público como una broma en su aparición en el concierto del Philharmonic Hall en 1964. Un año después, Báez grabó «Daddy, You Been on My Mind» para su álbum Farewell, Angelina, mientras que el mismo año Judy Collins la versionó en su álbum Fifth Album.